# Pidgin (software)
Pidgin, voorheen bekend onder de naam Gaim, is een vrij chatprogramma voor Windows, macOS en Linux. Het programma werd oorspronkelijk ontwikkeld door Mark Spencer voor Unix-achtige besturingssystemen. Pidgin is gebaseerd op libpurple, die wordt ontwikkeld door dezelfde groep auteurs als Pidgin. Libpurple wordt door meerdere chatprogramma's gebruikt, alsook in het chatprogramma Adium voor Mac OS X. De broncode van Pidgin wordt vrijgegeven onder de GPL.

## Ondersteunde protocollen

### Standaard
- Bonjour iChat (onder de oude naam, Rendezvous)
- Gadu-Gadu
- IBM Lotus Sametime
- IRC (zoals ChatZilla)
- MSNP (Windows Live Messenger) (stopgezet)
- MXit (stopgezet)
- MySpaceIM (stopgezet)
- Novell GroupWise
- OpenNAP
- OSCAR (AIM/ICQ)
- Session Initiation Protocol (SIP) (alleen met de chat functie)
- SILC
- Simple Instant Messenger (SIM)
- XMPP/Jabber (Google Talk, LJTalk, Gizmo5 etc.)
- Yahoo! Messenger Protocol (Yahoo! Messenger) (stopgezet)
- Zephyr

### Met externe plug-ins
Onder meer de volgende protocollen kunnen worden toegevoegd door middel van plug-ins:
- DirectNet, plug-in voor DirectNet - peer to peer instant messenger
- Facebook Chat
- IMPS, plug-in van Smart VAS
- Skype
- QQ
- Tlen.pl, plug-in van SourceForge.net
- Xfire